# Temburongia patoi
Temburongia patoi är en kvalsterart som beskrevs av Sandór Mahunka 1990. Temburongia patoi ingår i släktet Temburongia och familjen Synichotritiidae. Inga underarter finns listade i Catalogue of Life.